# Célpont (Marvel Comics)
Célpont egy kitalált szereplő, szupergonosztevő a Marvel Comics képregényeiben. A szereplőt Mar Wolfman és Id. John Romita alkotta meg. Első megjelenése a Daredevil 131. számában volt, 1976 márciusában.
Célpont egy pszichopata bérgyilkos aki korábban Wilson Fisk, a Vezér alkalmazásában állt. Valódi neve nem ismert, de több alkalommal használta a Benjamin Poindexter, és a Lester neveket. Bár nem rendelkezik emberfeletti képességekkel, bármilyen hétköznapi tárgy halálos fegyverré válik a kezében. Egyedülálló ügyességgel képes bármit nagy távolságból is pontosan eltalálni. Fegyverként általában dobócsillagokat vagy szait használ. 
A 2003-as Daredevil – A fenegyerek című filmben Célpontot Colin Farrell alakította.